# Acinonyx jubatus soemmeringii
El guepardo sudanés (Acinonyx jubatus soemmeringii) es una de las subespecies del guepardo (A. jubatus), el animal terrestre más veloz del mundo. Habita en el este de África.

## Taxonomía
Descripción original
Esta subespecie fue descrita, originalmente como especie plena, en el año 1855 por el zoólogo austríaco Leopold Joseph Franz Johann Fitzinger, con el nombre científico de Cynailurus soemmeringii. Posteriormente fue incluida como subespecie de la especie Acinonyx jubatus, la cual había sido descrita en el año 1775 por el naturalista alemán Johann Christian Daniel von Schreber.
Localidad y ejemplar tipo
La localidad tipo referida es: “estepas de los Kabbabish, en el sur del desierto de Bayuda, Sudán”. El holotipo es un espécimen macho que vivía en la casa de fieras de Schönbrunn, en Viena.
Etimología
Etimológicamente el término genérico Acinonyx significa en idioma griego ‘garra no movible’.
El epíteto específico jubatus se origina en la misma palabra del latín, que significa ‘melena’, haciendo así referencia a la que poseen los cachorros de guepardo. El epíteto subespecífico soemmeringii es un epónimo que refiere al apellido de la persona a quien fue dedicada, el médico, anatomista, antropólogo, paleontólogo e inventor alemán Samuel Thomas von Sömmerring.

## Distribución e información genética

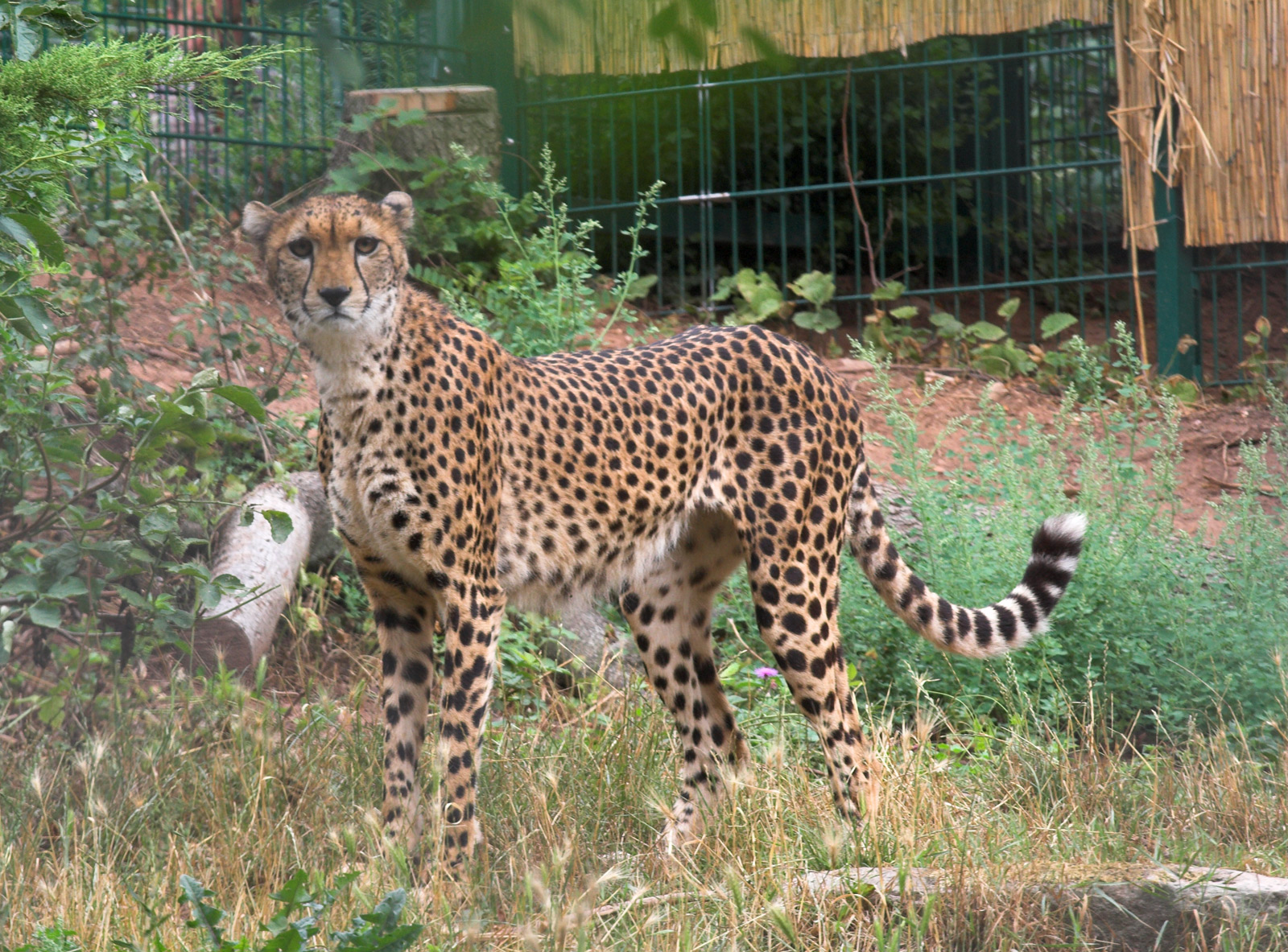
Una hembra de guepardo sudanés (Acinonyx jubatus soemmeringii) En el Zoológico de Landau in der Pfalz.

Esta subespecie es endémica del este de África, con presencia en extremo noreste de República Centroafricana, extremo sudoeste de Sudán, Sudán del Sur, Etiopía y extremo norte de Uganda, estando extinta en Eritrea, Yibuti y Somalia. La subespecie solo puede ser reconocida genéticamente, ya que no ha resultado posible dar con distinciones morfológicas realmente diagnósticas.
En el año 2017, el Grupo de Trabajo de Clasificación de Felinos de la IUCN consideró que la subespecie Acinonyx jubatus soemmeringii era válida, lo que fue confirmado en un estudio dado a conocer en el año 2020, en el cual se investigó la diversidad genética de todas las poblaciones de guepardos, mediante datos del genoma a partir de muestras históricas y modernas de las 4 subespecies reconocidas hasta ese momento, junto con el ADN mitocondrial (ADNmt) y datos del complejo mayor de histocompatibilidad (MHC). El análisis arrojó además, una clara diferenciación genética entre los 5 clados de rango subespecífico reconocidos (los 4 taxones más un quinto, rehabilitado), apoyando las sospechas de otros autores y refutando muy difundidos supuestos anteriores sobre que los guepardos de todas las poblaciones presentan una distancia genética muy estrecha entre sí, si bien la heterocigosidad general del genoma resultó ser más baja que la reportada para otros felinos amenazados.

## Hábitat y costumbres
Este es uno de los mamíferos más característicos de la sabana africana. Su método de caza, una veloz carrera de persecución, precisa de ambientes llanos, despejados de vegetación densa y con pastos cortos. Preda sobre mamíferos pequeños y medianos, principalmente gacelas.

## Conservación
Antes de la colonización occidental, este taxón presentaba importantes números poblacionales en una enorme superficie africana. Sin embargo, la pérdida y fragmentación de su hábitat, disminución de presas, la persecución por interacciones conflictivas con ganaderos, conflictos armados y, especialmente, la caza ilegal para abastecer un intenso tráfico de sus valiosas pieles durante todo el siglo XX y para el comercio de mascotas en la actualidad, provocó que los individuos remanentes se hayan vuelto muy escasos, confinados casi en su totalidad a áreas protegidas.
Se estima que sobreviven en la naturaleza solo 300 ejemplares de Acinonyx jubatus soemmeringii, aproximadamente.